# Mitchell Whitmore
Mitchell Whitmore (Santa Ana, Californië, 18 december 1989) is een Amerikaanse langebaanschaatser. In het Pettit National Ice Center in Milwaukee is hij ijsmeester en bestuurder van de Zamboni.
Whitmore schaatst vanaf eind jaren '90 bij de Northbrook Speed Skating Club waar ook Brian Hansen en Lana Gehring trainen. Whitmore is Amerikaans sprintkampioen 2010 en 2013 en werd getraind door Mike Witty, broer van oud-Olympisch schaatsster Chris Witty. Tijdens de Wereldkampioenschappen schaatsen junioren 2009 won hij de 500 meter en werd vierde op de 1000 meter. Dat jaar maakte hij ook zijn World Cup-debuut in Erfurt. In 2012 strafte de ISU Disciplinary Commission hem met een officiële reprimande toen hij niet bij de dopingcontrole verscheen. De Amerikaanse schaatsbond schorste hem in het najaar van 2015 toen hij zich in december in beschonken toestand misdroeg in Salt Lake City. Toen de Italiaanse coach Stefano Donagrandi hem hierop aansprak werd hij aangevallen. Als gevolg hiervan strafte de ISU Whitmore door hem tussen 1 april 2016 tot en met 31 maart 2017 uit te sluiten van ISU-wedstrijden.
Na zijn actieve schaatscarrière werd hij coach van schaatsers uit verschillende landen.

## Persoonlijke records
| Afstand      | Tijd     | Datum            | Baan           |
| ------------ | -------- | ---------------- | -------------- |
| 100 meter    | 10,18    | 28 februari 2009 | Milwaukee      |
| 500 meter    | 34,19    | 20 november 2015 | Salt Lake City |
| 1000 meter   | 1.07,52  | 16 november 2013 | Salt Lake City |
| 1500 meter   | 1.49,19  | 21 november 2008 | Calgary        |
| 3000 meter   | 4.00,13  | 23 november 2006 | Calgary        |
| 5000 meter   | 6.53,49  | 24 november 2006 | Calgary        |
| 10.000 meter | 14.26,87 | 31 december 2005 | Salt Lake City |

## Resultaten
| Jaar | NK Sprint | WK Sprint | WK Afstanden       | Olympische Spelen  | WK Junioren     |
| ---- | --------- | --------- | ------------------ | ------------------ | --------------- |
| 2009 |           |           |                    |                    | 500m · 4e 1000m |
| 2010 | Goud      |           |                    | 37e 500m           |                 |
| 2011 |           |           |                    |                    |                 |
| 2012 |           | DQ        |                    |                    |                 |
| 2013 |           | 12e       | 23e 500m 22e 1000m |                    |                 |
| 2014 |           | 14e       |                    | 27e 500m           |                 |
| 2015 |           | 15e       | 11e 500m           |                    |                 |
| 2016 |           | 12e       | 9e 500m 11e 1000m  |                    |                 |
| 2017 |           | 7e        | 4e 500m            |                    |                 |
| 2018 |           | 6e        |                    | 15e 500m 10e 1000m |                 |